# Kimmo Thomas
Kimmo Thomas (Alphen aan den Rijn, 4 maart 1974) is een voormalig Nederlands waterpolospeler.
Kimmo Thomas nam als waterpoloër eenmaal deel aan de Olympische Spelen, in 2000. Hij eindigde met het Nederlands team op de elfde plaats. In de competitie speelde Thomas voor AZC uit Alphen aan den Rijn, hij veroverde hier meerdere landstitels.
Marco Booij · 
Bjørn Boom · 
Bobbie Brebde · 
Matthijs de Bruijn · 
Arie van de Bunt · 
Arno Havenga · 
Bas de Jong · 
Harry van der Meer · 
Gerben Silvis · 
Kimmo Thomas · 
Eelco Uri · 
Niels Zuidweg